# Николаевка (Миякинский район)
Николаевка (баш. Николаевка) — деревня в Миякинском районе Башкортостана, входит в состав Миякибашевского сельсовета. 

## История
До 2008 года деревня являлась центром Николаевского сельсовета.

## Население
| 2002 | 2009 | 2010 |
| ---- | ---- | ---- |
| 25   | ↘20  | ↘13  |

Национальный состав
Согласно переписи 2002 года, преобладающие национальности — башкиры (56 %), украинцы (32 %).

## Географическое положение
Расстояние до:
- районного центра (Киргиз-Мияки): 24 км,
- центра сельсовета (Анясево): 22 км,
- ближайшей ж/д станции (Аксёново): 56 км.

## Известные уроженцы
- Максимча, Иван Васильевич (14 октября 1922 — 26 апреля 1985) — командир эскадрильи 810-го штурмового авиационного полка (225-я штурмовая авиационная дивизия, 15-я воздушная армия, 2-й Прибалтийский фронт), капитан, Герой Советского Союза (1945)[6][7].